# Donato Squicciarini
Donato Squicciarini (* 24. April 1927 in Altamura, Italien; † 5. März 2006 in Rom) war römisch-katholischer Erzbischof und Diplomat des Heiligen Stuhls.

## Leben
Squicciarini empfing 1952 in der apulischen Stadt Altamura das Sakrament der Priesterweihe. Er studierte in Rom, wo er in Katholischer Theologie und Rechtswissenschaft promovierte. 1958 wurde er Diplomat des Heiligen Stuhls und wirkte von 1958 an in Panama, von 1960 an in Kolumbien, seit 1961 unter Nuntius Corrado Bafile in Deutschland und seit 1966 in der Türkei, wo er den Besuch von Papst Paul VI. organisierte. Ab 1967 war er im Päpstlichen Staatssekretariat tätig und wirkte von 1975 bis 1978 unter Nuntius Opilio Rossi als Nuntiaturrat in Wien.
Papst Johannes Paul I. ernannte ihn am 31. August 1978 zum Titularerzbischof von Tiburnia und zum Apostolischen Nuntius in Burundi. Squicciarini wählte als Wahlspruch Veritas et Caritas („Wahrheit und Liebe“) und empfing am 26. November 1978 in Altamura durch Franz Kardinal König die Bischofsweihe. Mitkonsekratoren waren Kurienerzbischof Giuseppe Caprio und der Prälat von Altamura-Acquaviva delle Fonti, Salvatore Isgró.
Von 1981 bis 1989 war er Pro-Nuntius in Kamerun, Gabun und Äquatorial-Guinea. Vom 1. Juli 1989 bis 2002 war er Nuntius in Österreich. In diese Zeit fallen Vorwürfe des sexuellen Missbrauchs von Jugendlichen gegen den damaligen Erzbischof von Wien, Hans Hermann Kardinal Groër, das Kirchenvolks-Begehren 1995 und die Ernennungen der Bischöfe Kurt Krenn 1991 in St. Pölten, Paul Iby 1993 in Eisenstadt, Christoph Schönborn 1995 in Wien, Alois Kothgasser 1997 in Innsbruck sowie Alois Schwarz 2001 in Klagenfurt. Von 1990 bis 1994 war er auch Ständiger Vertreter des Heiligen Stuhls bei den internationalen Organisationen in Wien.
Erzbischof Squicciarini wurde 1997 als Großkreuz-Konventualkaplan in Wien in den Malteserorden aufgenommen und gehörte dem Großpriorat Neapel und Sizilien an. Er war Ehrenmitglied der katholischen Studentenverbindungen KAV Danubia Wien-Korneuburg im ÖCV und der KAV Capitolina Rom im CV.

## Auszeichnungen
- Großes Goldenes Ehrenzeichen am Bande für Verdienste um die Republik Österreich[2] (2000)
- Komturkreuz mit dem Stern des Landes Burgenland
- Verdienstkreuz erster Klasse des Verdienstordens der Bundesrepublik Deutschland

## Werke
- Beitrag für einen Dialog über die Themen des Kirchenvolks-Begehrens. Apostol. Nuntiatur, Wien 1995.
- Dialog in Wahrheit und Liebe. (Hrsg. von Egon Kapellari und Herbert Schambeck.) Styria, Graz u. a. 1997, ISBN 3-222-12546-5
- Die Apostolischen Nuntien in Wien. 2. Aufl. Libr. Ed. Vaticana, Vatikanstadt 2000, ISBN 88-209-7055-4